# Chloris barbata
Chloris barbata är en gräsart som beskrevs av Olof Swartz. Chloris barbata ingår i släktet kvastgrässläktet, och familjen gräs. Inga underarter finns listade i Catalogue of Life.

## Bildgalleri

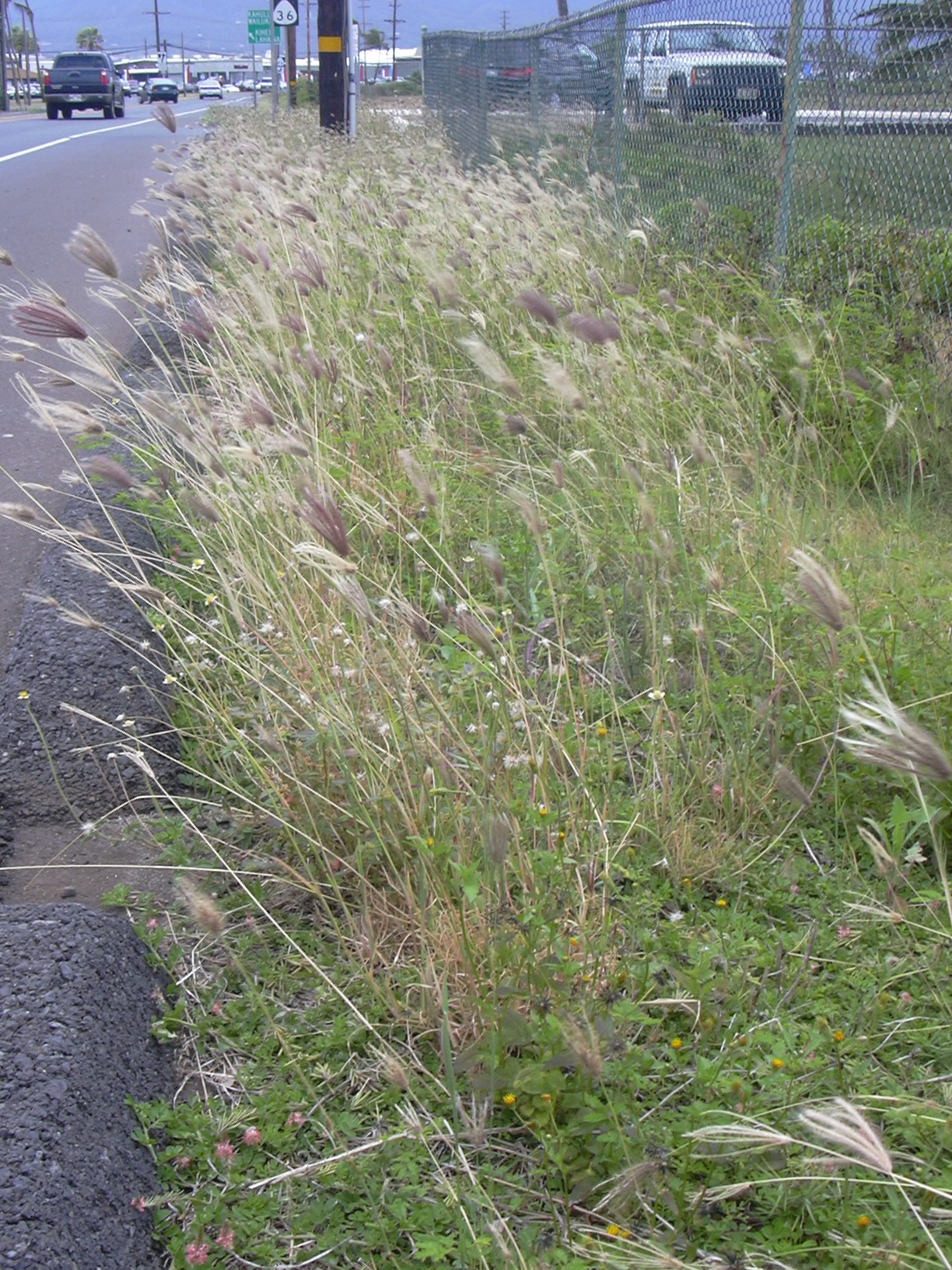
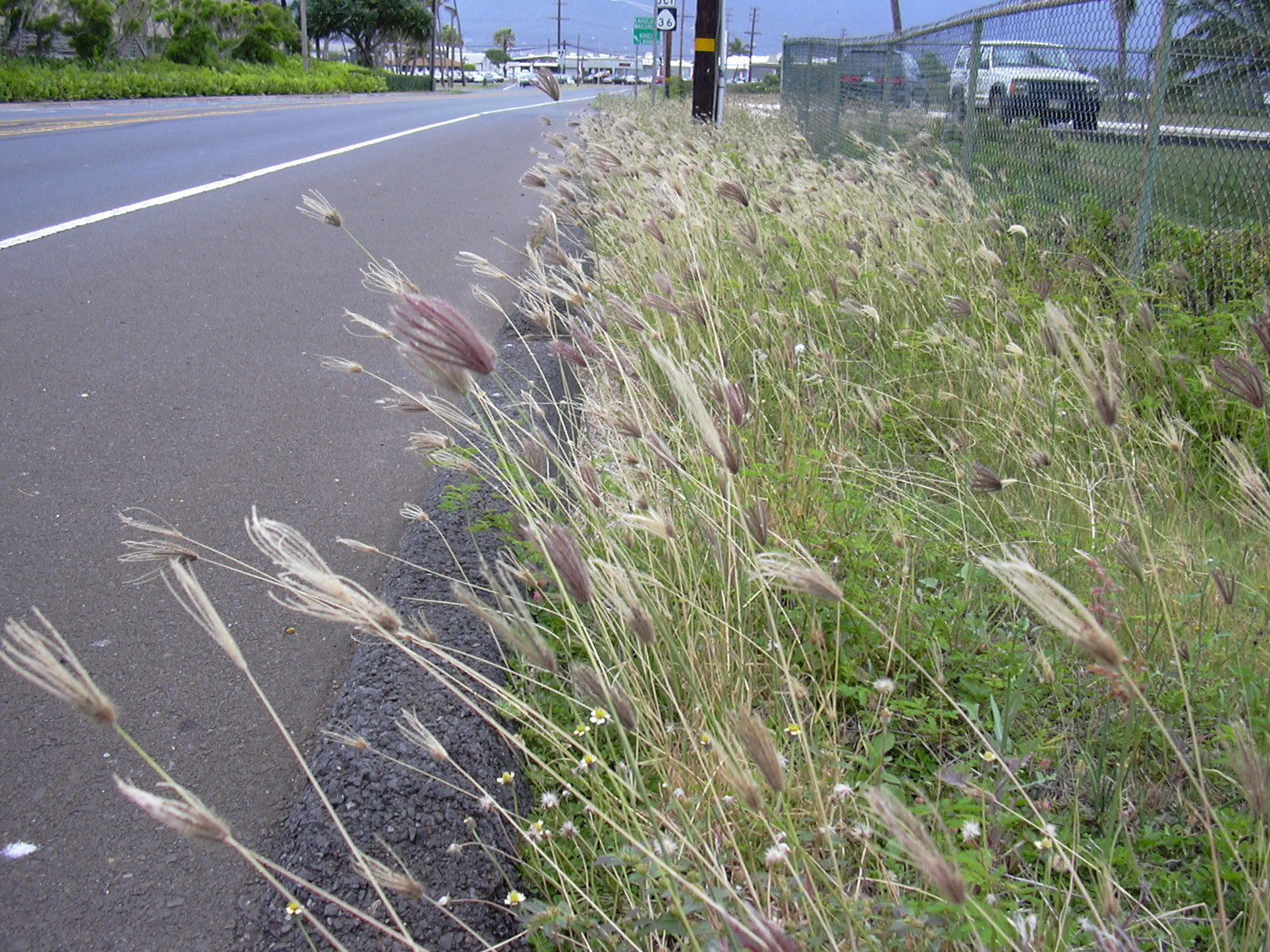
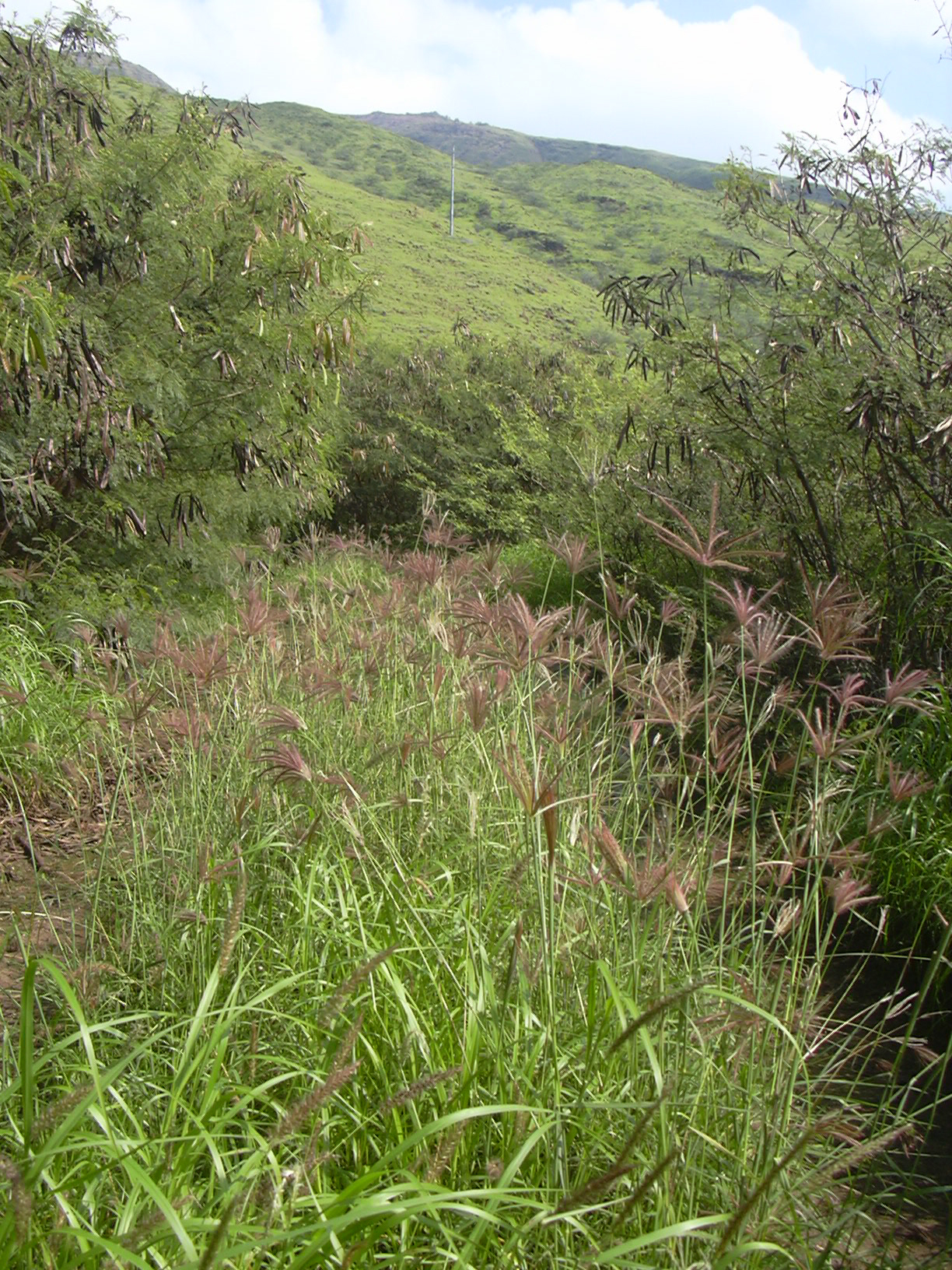
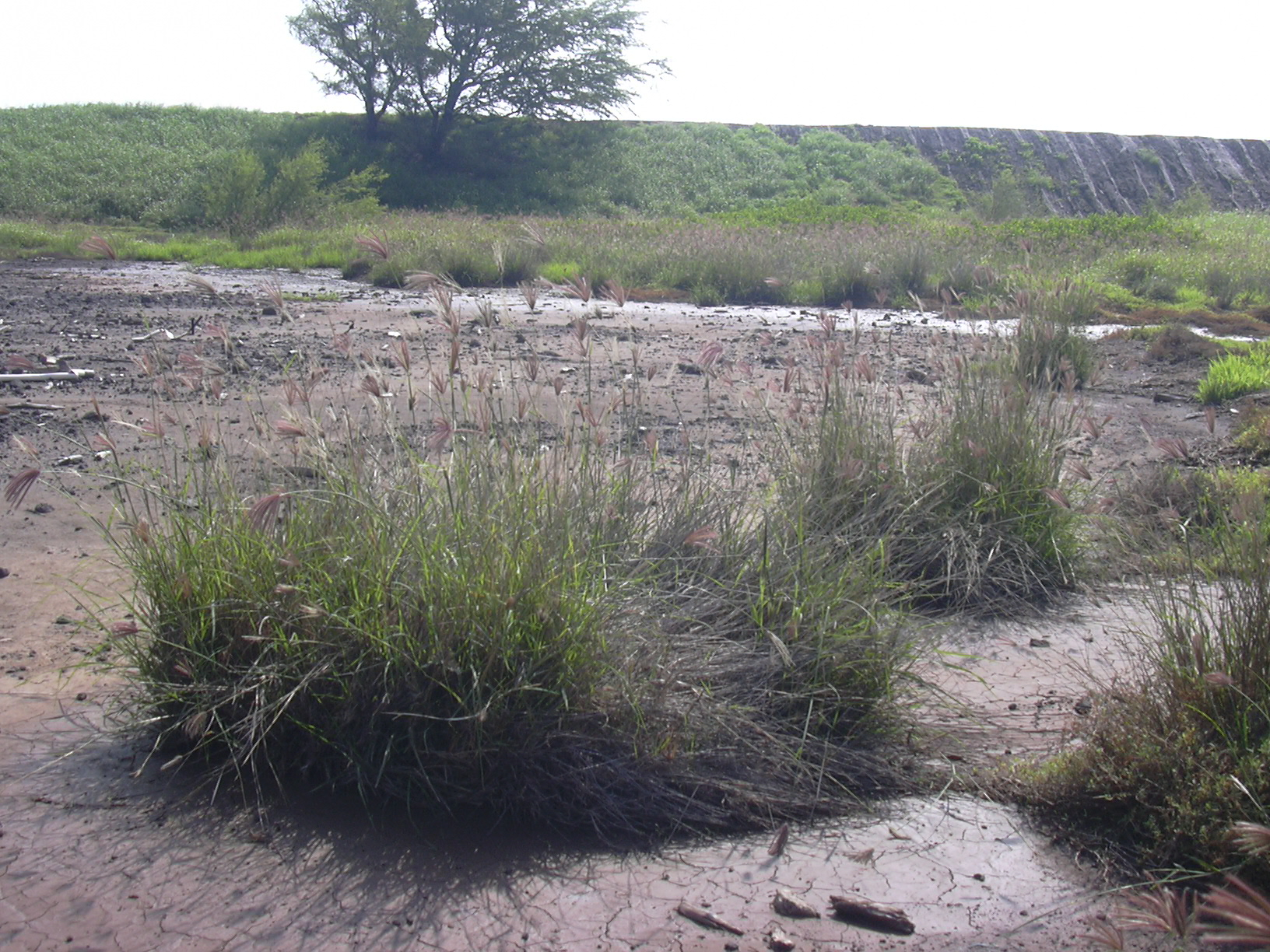